# کریسمس در اوت
کریسمس در اوت (انگلیسی: Christmas in August؛‏ کره‌ای: 8월의 크리스마스) فیلم درام عاشقانه محصول سال ۱۹۹۸ کره جنوبی به کارگردانی هور جین هو و با بازی هان سوک کیو و شیم اون ها است. این فیلم در ۲۴ ژانویه ۱۹۹۸ منتشر شد.

## بازیگرام
- هان سوک کیو در نقش جونگ وون
- شیم اون ها در نقش دا ریم
- شین گو در نقش پدر جونگ وون
- اوه جی هه در نقش جونگ سوک، خواهر جونگ وون
- لی هان وی در نقش چول گو، دوست جونگ وون

## بازخلق
در سال ۲۰۰۷، بازخلق ژاپنی این فیلم به کارگردانی شونیچی ناگاساکی منتشر شد.